# 태풍 린파 (2020년)
태풍 린파(LINFA)는 2020년의 제15호 태풍이다. 린파는 마카오에서 제출한 이름으로 연꽃을 의미한다. 2018년의 태풍 손띤과 등급과 사망자 수가 비슷하다. 

## 개요
2020년 제15호 태풍 린파는 10월 11일 3시에 중심기압 1000hPa, 최대풍속 18m/s, 강풍 반경 390km(북서쪽 반경)의 열대폭풍으로 베트남 다낭 동남동쪽 약 350km 부근 해상에서 발생하였다.(일본 기상청 태풍정보 속보치 기준) 발생 이후 남중국해에서 서진하며 미미하게 발달해서, 10월 11일 9시에 베트남 다낭 남쪽 약 220km 부근 해상(남중국해)에서 중심기압 996 hPa, 최대풍속 21m/s의 열대폭풍으로 최성기를 맞이한 뒤에 최성기 세력을 유지한 상태로 10월 11일 12시에서 13시 사이에 베트남 꽝응아이 성 꽝응아이에 상륙하였고, 베트남에 상륙한 뒤에 급약화되어서 한국 기상청 기준으로는 10월 11일 21시에 베트남 다낭 남남서쪽 약 140km 부근 육상에서 중심기압 1002hPa의 열대저압부로 소멸하였다. 일본 기상청 기준으로는 10월 12일 3시에 베트남 다낭 남서쪽 약 174km 부근 육상에서 중심기압 1002hPa의 열대저압부로 소멸하였다.  

## 제명
이 태풍이 100명 넘는 인명피해를 내 제명되었는데, 2018년의 제22호 태풍 망쿳 이후 2년만이다.